# Múscul extensor comú dels dits de la mà
El múscul extensor comú dels dits de la mà o múscul extensor dels dits de la mà (musculus extensor digitorum) és un múscul del cos humà que està situat a la regió dorsal de l'avantbraç.
S'origina en l'epicòndil, a la regió externa del colze, i acaba en quatre tendons que s'uneixen a la base de les falanges distals dels dits segon a cinquè de la mà. Quan es contreu realitza l'extensió del canell i de la falange proximal dels dits.
De tant en tant, el primer tendó està connectat al segon per una banda transversal prima. En conjunt, serveixen per mantenir l'alineació central dels tendons extensors sobre el cap del metacarpià.

## Imatges

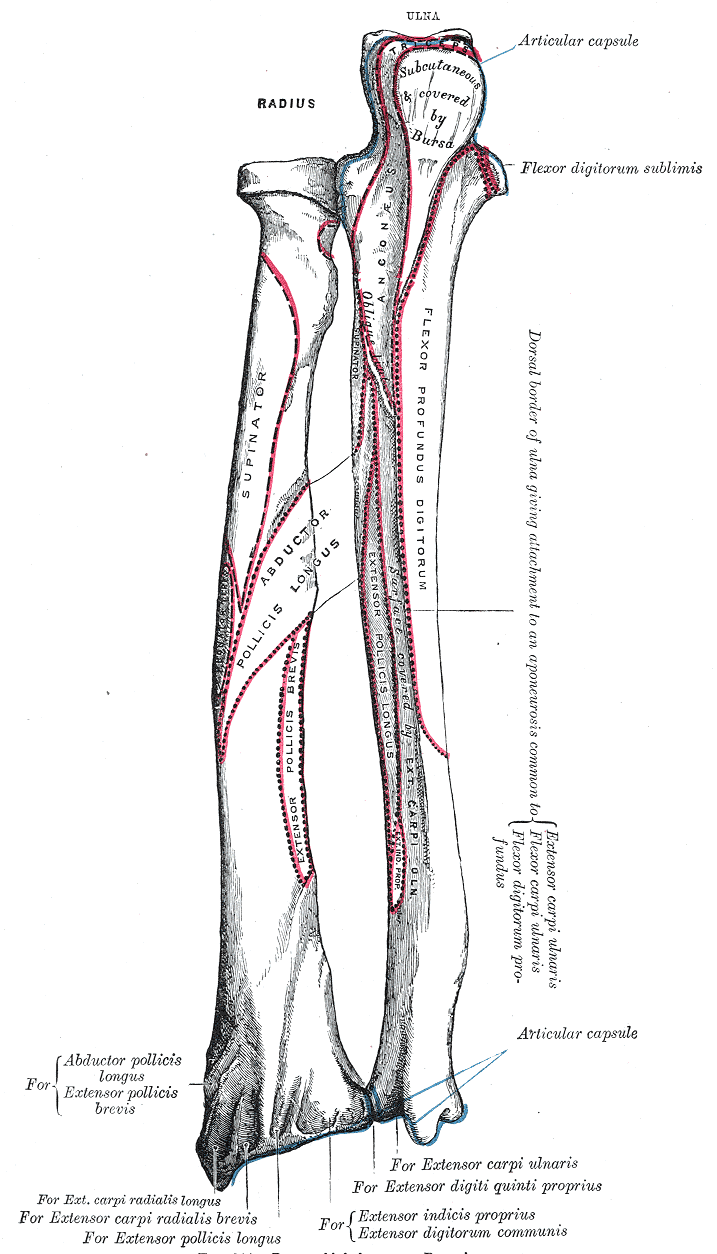
Ossos de l'avantbraç esquerre. Cara posterior.
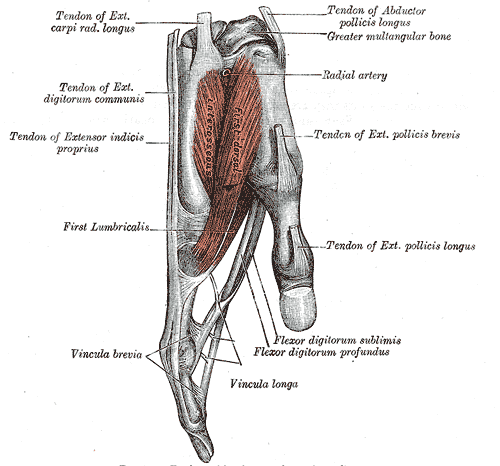
Els tendons dels dits. Apareix assenyalat el múscul flexor comú profund dels dits.
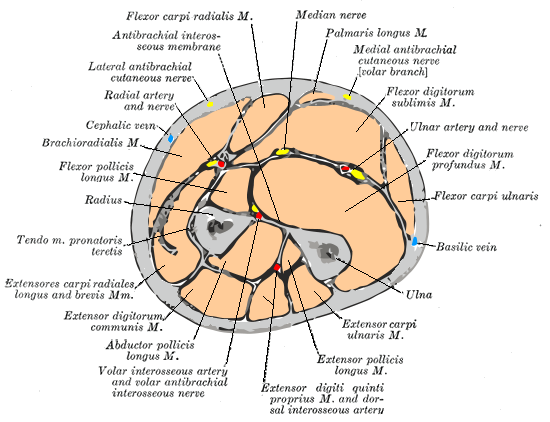
Secció transversal de la part mitjana de l'avantbraç.
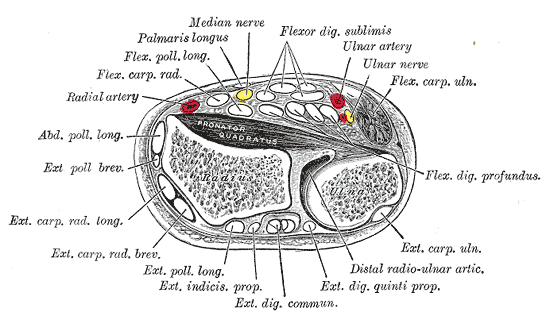
Secció transversal a través dels extrems distals del radi i el cúbit.
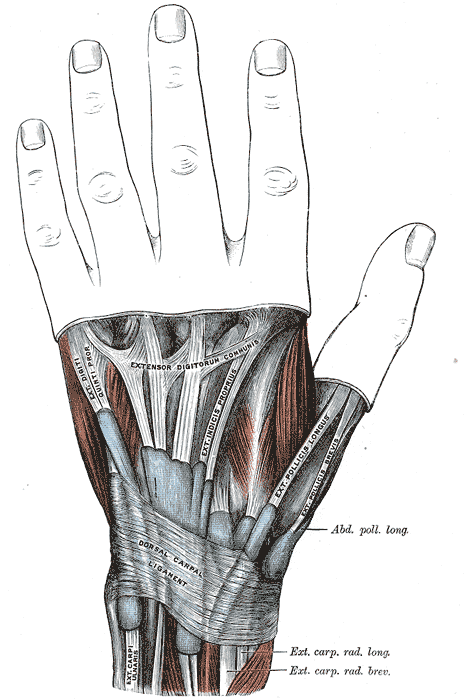
Beines mucoses dels tendons en la part posterior del canell.
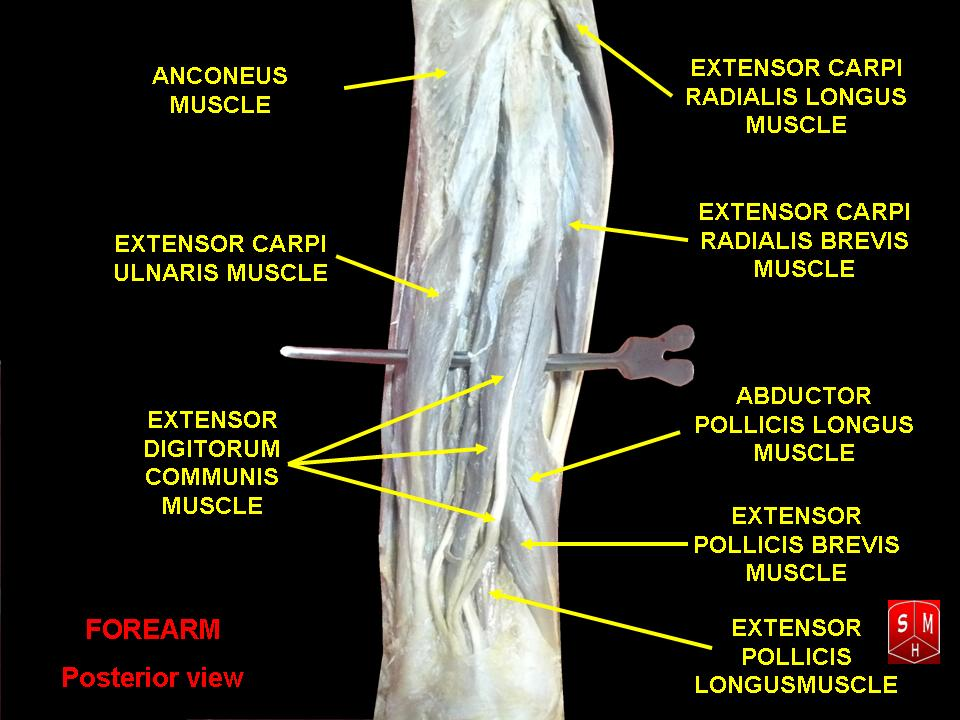
Múscul extensor comú dels dits de la mà

- Disseccions: Múscul extensor comú dels dits de la mà

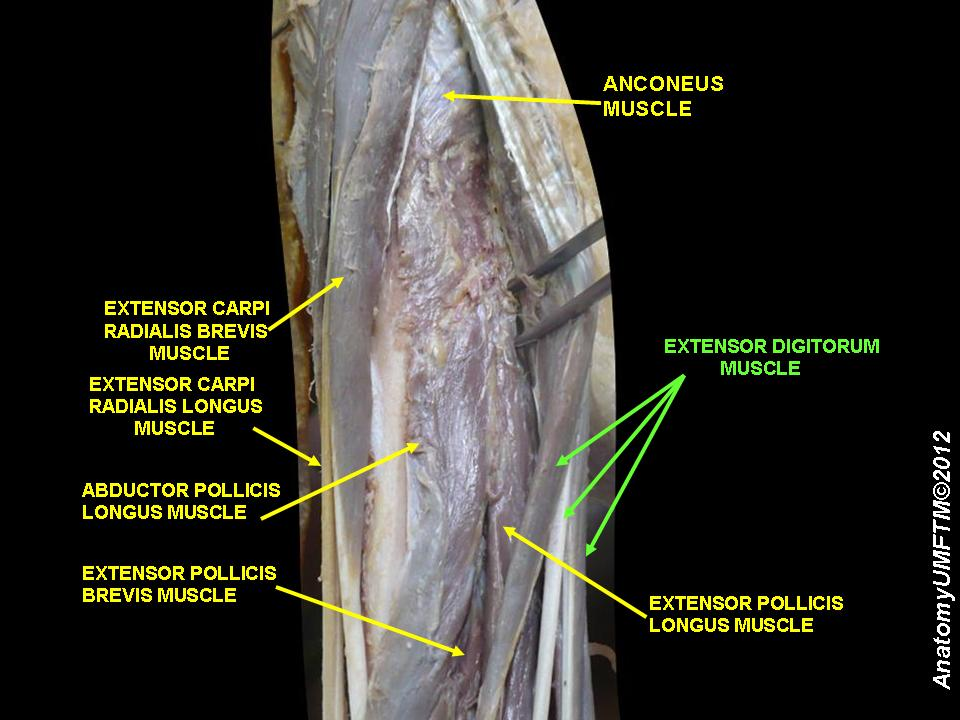
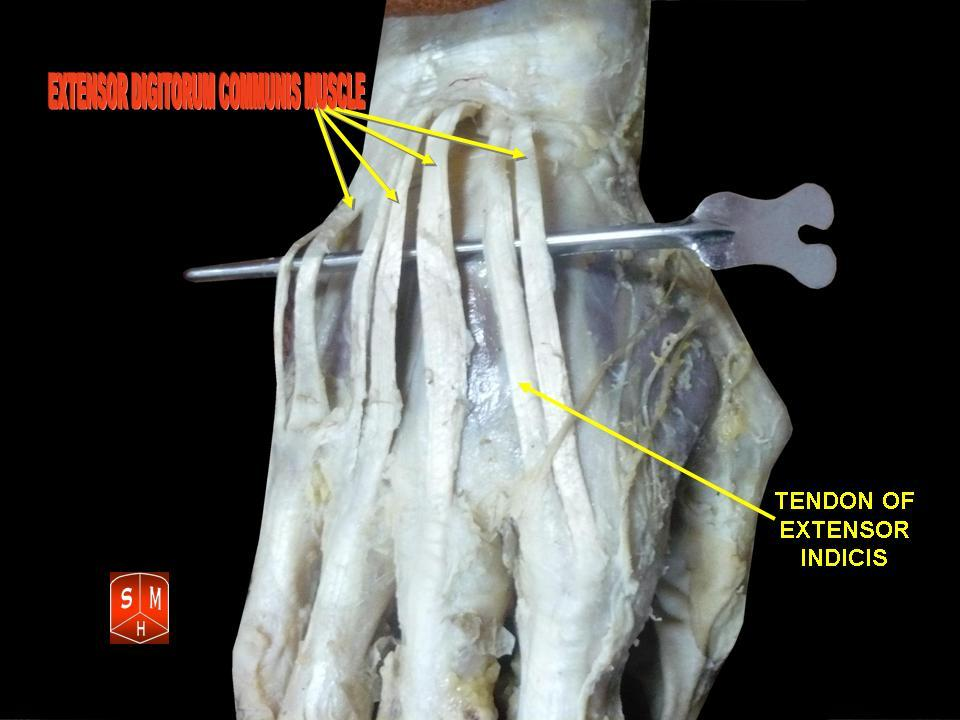
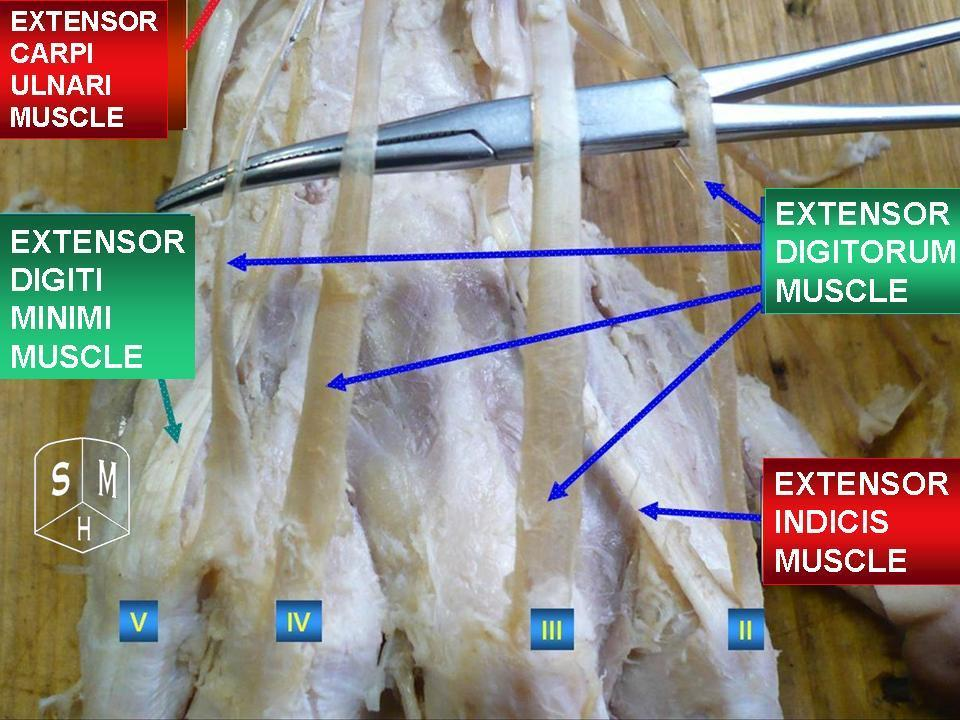